# Ejido San Diego
Ejido San Diego, är en ort och ejido i Mexiko, tillhörande kommunen Almoloya de Juárez i den västra delen av delstaten Mexiko, i den centrala delen av landet. Orten hade 1 091 invånare vid folkräkningen 2010.